# If (журнал)
If (букв. «Якщо») — американський науково-фантастичний журнал, заснований у березні 1952 року компанією Quinn Publications, що належить Джеймсу Л. Квінну.
Журнал був помірно успішним, хоча більшу частину свого тиражування він не вважався одним із головних журналів американської наукової фантастики. Найбільшого успіху він досяг під керівництвом редактора Фредеріка Поля, отримавши премію Г'юго як найкращий професійний журнал три роки поспіль з 1966 по 1968 рік. За 22 роки опубліковано багато оповідань, удостоєних нагород, включаючи роман Роберта А. Гайнлайна «Місяць — суворий господар» та оповідання Гарлана Еллісона «Я не маю рота, але мушу кричати». Найвидатнішим письменником, який зробив свій перший продаж до If, був Ларрі Нівен, чиє оповідання «The Coldest Place» з'явилося в номері за грудень 1964 року.
Після грудневого випуску 1974 року був об'єднаний із Galaxy Science Fiction, що став його 175-м випуском.